# Idiotypa
Idiotypa é um género de vespas pertencentes à família Diapriidae.
O género tem uma distribuição quase cosmopolita.
Espécies:
- Idiotypa marii Gregor, 1939
- Idiotypa maritima (Haliday, 1833)
- Idiotypa nigriceps Kieffer, 1909
- Idiotypa pallida Ashmead, 1894
- Idiotypa rufiventris (Thomson, 1858)